# Ängskärs naturreservat
Ängskärs naturreservat är ett naturreservat på halvön Kubben i Östersjön i Tierps kommun i Uppsala län. Reservatet ligger bredvid Bondskärets naturreservat.
Området är naturskyddat sedan 1985 och är 328 hektar stort. Reservatet består av ängar och barrskog.